# Frenulo linguale
Il frenulo linguale è una piccola parte di tessuto che si ritrova all'interno della bocca.

## Storia

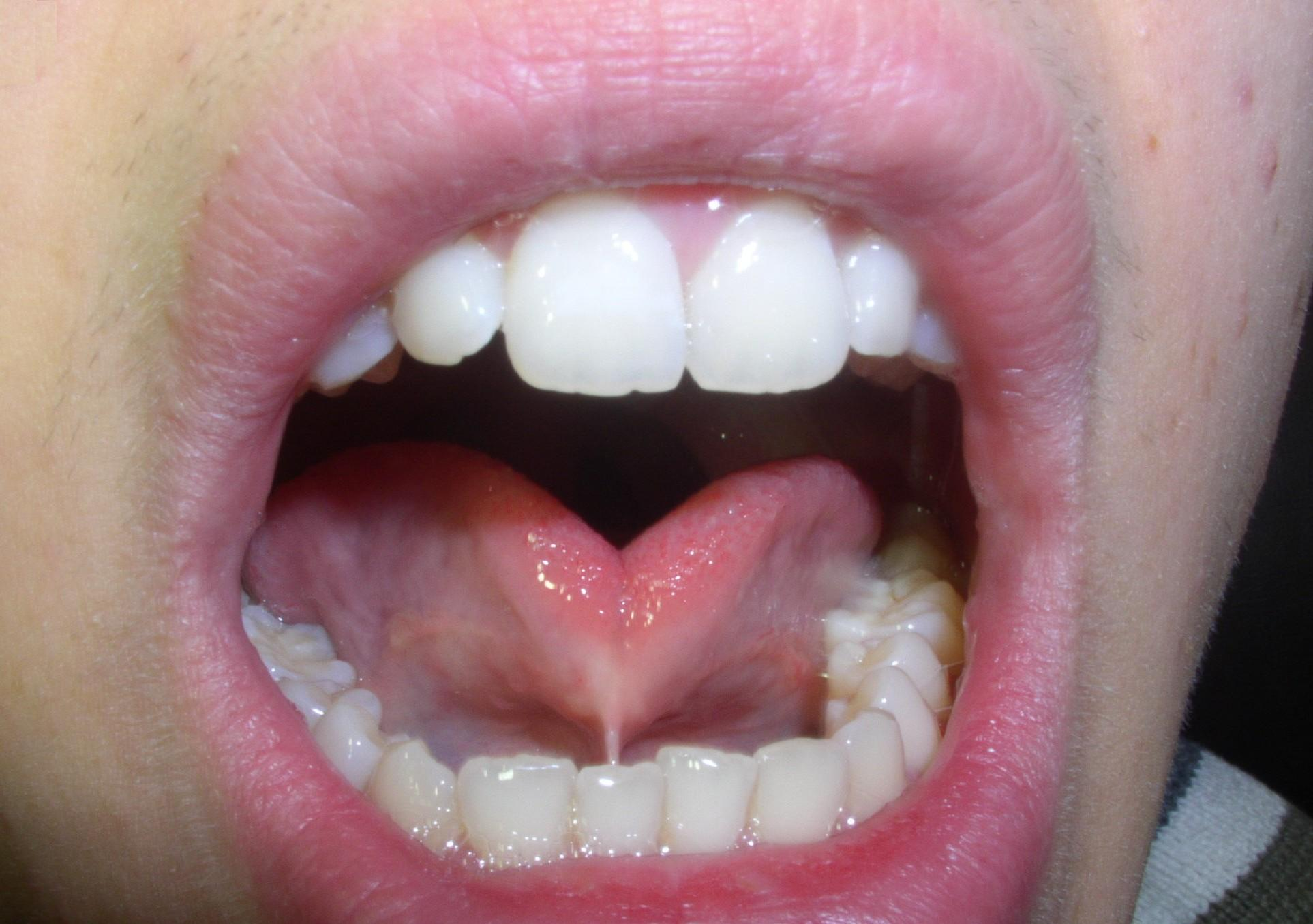
Con la lingua alzata si mostra il frenulo linguale

Una volta esisteva l'abitudine in Italia di recidere il frenulo linguale, a ciò il primo ad opporsi fu Girolamo Fabrici d'Acquapendente

## Anatomia
Il frenulo linguale unisce la parte sottostante della lingua al basamento della cavità orale, a differenza dei frenuli delle labbra contiene fibre elastiche. Lo si può osservare sollevando la lingua.

## Malformazioni
Il frenulo linguale può presentare delle malformazioni sin dal nascita:
Se il frenulo appare corto e grosso può porre problemi per quanto riguarda la distanza fra i denti, creando un diastema anomalo. In casi eccessivi, quando il tessuto che costituisce il frenulo non sia abbastanza lungo da consentire il normale funzionamento della lingua si viene a mostrare il quadro clinico definito come anchiloglossia.. Tale anomalia limitando la mobilità della lingua complica alcune attività della vita quotidiana: si mostra difficoltà nell'articolare il linguaggio o nel contribuire al lavoro meccanico durante la masticazione del cibo.

### Terapia
In caso di frenulo eccessivamente corto sin dalla nascita si può intervenire mediante alcuni piccoli interventi chirurgici: frenulotomia, o in alternativa la frenuloplastica, essi restituiranno la normale mobilità alla lingua, che potrà pertanto assolvere alle sue funzioni.

## Patologia
Indirettamente il frenulo linguale è interessato dalla ranula, in quanto divide le due cisti